# Crosscut
Crosscut ist eine deutsche Alternative-Metal-Band. Stilistisch bewegt sich die Band in den Bereichen Rock, Metal und Crossover.

## Bandgeschichte
Crosscut wurde im Sommer 1992 von Frank Holtmann und Holger Czysch gegründet. Im Januar 1997 stieß dann Christian Bußmann dazu. Kurz darauf erfolgte die Veröffentlichung des Demos Mindgroove. Patrick Sommer hörte die Band bei einem ihrer Auftritte und bewarb sich anschließend als Sänger dort. Das war im April 1999 sein Einstieg bei Crosscut. Zusammen veröffentlichten sie im Dezember 1999 die EP Spit the Fire.
Daraufhin wurde Björn Wolf auf die Band aufmerksam und im Februar 2000 wurde er dann nach einigen Gastauftritten als vollwertiges Mitglied aufgenommen.
Im Oktober 2000 folgte ein Plattenvertrag beim Edel Label F.A.M.E. Recordings, der umgehend den ersten Videodreh für Spit the Fire nach sich zog und in dessen Anschluss Crosscut das Album God Given Time produzierte, welches im Juli 2001 veröffentlicht wurde. Nach der darauf folgenden Tour und der Vorproduktion des Albums Nonesizefitsall im Februar 2002 verlässt Patrick Sommer die Band im Frühjahr. Im Sommer 2002 gab es dann noch einige Änderungen in der Bandbesetzung, so kam Timo Zilian als Sänger dazu, während Sami Bouhari Christian Bußmann am Bass ablöste.
In der neuen Formation begann die Band im September 2002 mit der Aufnahme des neuen Albums Nonesizefitsall. Die Veröffentlichung folgte im Januar 2003. Ein Jahr später erschien das Album Director´s Cut, eine Mischung aus Nu-, Thrash Metal und Hardcore. Zur CD ging die Band auf ausgedehnte Tour, die sich auch über die Grenze zu Polen zum berühmten Haltestelle Woodstock Festival und zu Auftritten auf dem With Full Force Festival und dem Vainstream Rockfest zog.
Im Jahr 2010 wurde zunächst in der gewohnten Besetzung eine neue EP eingespielt, über deren Produktion sich aber die Band zerwarf. Ende 2012 stieg der langjährige Sänger Timo Zilian aus und machte Platz am Mikro für den bis dahin nur als Background-Sänger in Aktion getretenen Gitarristen Frank Holtmann. Nach einer kurzen Neu-Orientierungsphase und mit dem neuen Gitarristen Reina Schauff an Bord, wurde diese EP 2013 erneut eingespielt und 2014 in Eigenregie veröffentlicht und vertrieben.

## Diskografie

### Demos
- Mindgroove (1997)

### Singles
- Unbelievable (2000)
- Spit the Fire (2000)
- Radio Pilot (2003)
- Know Your Guns (2003)
- Parade of Clones (2004)
- Focus (2005)

### EPs
- Spit the Fire (2000)
- From Spark to Fire (2014)

### Alben
- God Given Time (2001)
- Nonesizefitsall (2003)
- Director´s Cut (2004)

### Videoclips
- Spit the Fire (2000)
- Radio Pilot (2003)

## Plattenlabels
- F.a.M.E. (edel)